# AIDC F-CK-1 Ching-kuo
De AIDC F-CK-1 Ching-kuo (經國號戰機) is een door de Taiwan ontwikkeld gevechtsvliegtuig genoemd naar voormalig president Chiang Ching-kuo dat in 1994 in dienst werd genomen bij de Taiwanese luchtmacht. Taiwan zag zich genoodzaakt zelf een gevechtsvliegtuig te ontwikkelen toen de Verenigde Staten onder druk van China weigerden het land F-20's en F-16's te verkopen. De F-CK-1 wordt in Taiwan ook "IDF" genoemd, inheems verdedigingsgevechtsvliegtuig.

## Geschiedenis
Toen de VS eind jaren 1970 diplomatieke betrekkingen aangingen met China en het defensieverdrag met Taiwan opzegden besloot president Chiang Ching-kuo de eigen defensie-industrie uit te breiden. In 1980 al vroeg hij aan vliegtuigbouwer AIDC een onderscheppingsvliegtuig te ontwerpen. In 1982 beloofde de VS aan China om de wapenleveringen aan Taiwan terug te schroeven. Daarom weigerde de VS om Taiwan F-20's, die nota bene voor Taiwan waren ontwikkeld, en F-16's te verkopen. Doch liet men Taiwan niet geheel vallen en kwam men de zogenaamde zes garanties overeen. Die openden de deur voor samenwerking tussen Amerikaanse en Taiwanese defensiebedrijven.
Aldus ontwikkelde AIDC een gevechtsvliegtuig in samenwerking met een aantal Amerikaanse bedrijven. In 1989 maakte de F-CK-1 de eerste vlucht. In 1994 werd het toestel in dienst genomen door de Taiwanese luchtmacht en in 1999 waren alle 130 — oorspronkelijk waren dubbel zoveel toestellen gepland, maar de bestelling werd om budgettaire redenen gehalveerd — exemplaren afgeleverd. Halverwege de jaren 1990 had de VS alsnog F-16's verkocht aan Taiwan.

## Ontwikkeling

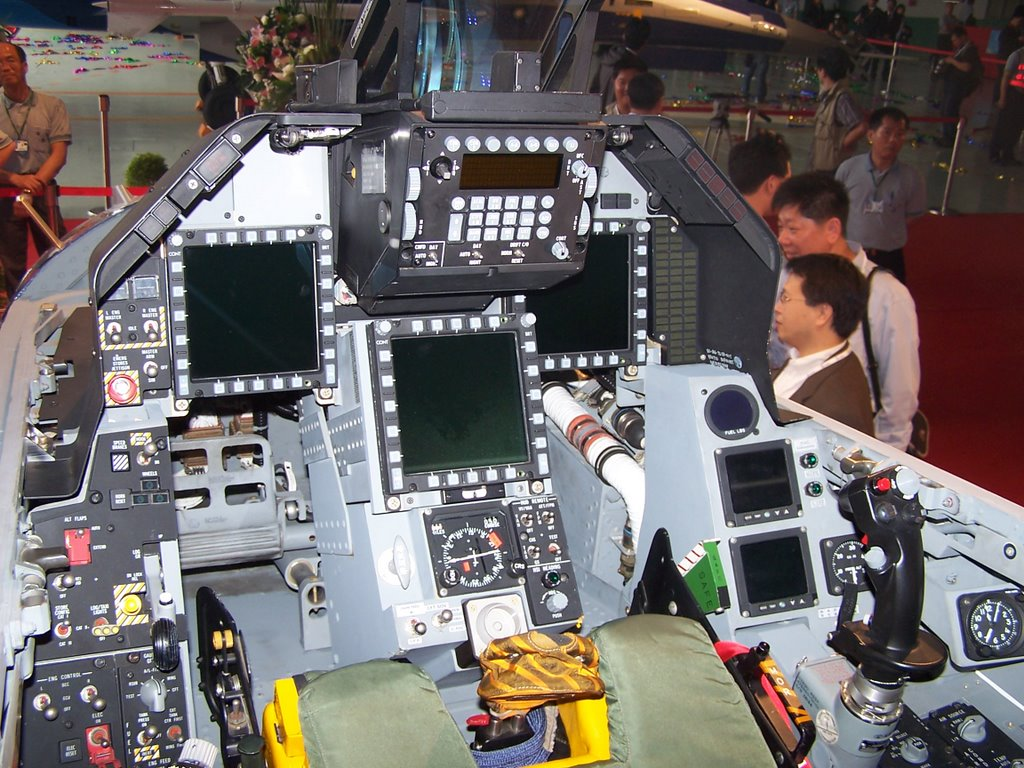
De cockpit.

Het ontwikkelingsprogramma genaamd Veilige Vlucht begon officieel in mei 1982 en werd opgedeeld in vier secties:
Hoogvliegende adelaarontwikkeling van de romp in samenwerking met General Dynamics. De bijdrage van General Dynamics werd door de VS beperkt tot consultatie bij de ontwerpfase.
Wolkmanontwikkeling van de aandrijving met Garrett, thans Honeywell. De motoren mochten niet te krachtig zijn en ook het bereik mocht niet al te groot zijn om China niet uit te dagen. Een standaard motor kopen was om politieke redenen uitgesloten. Daarom werd met Garrett een nieuwe motor ontwikkeld op basis van diens TFE731.
Luchtdonderontwikkeling van de avionica met Smiths Industries, thans onderdeel van General Electric. De radar was een doorontwikkelde versie van deze die door GE voor de F-20 was ontwikkeld en kon gelijktijdig tien doelwitten volgen en er twee van aanvallen.
Luchtzwaardontwikkeling van lucht-luchtraketten: de TC-1 korte-afstandsraket met infraroodzoeker en de TC-2 middellange-afstandsraket met radarzoeker.

## Versies

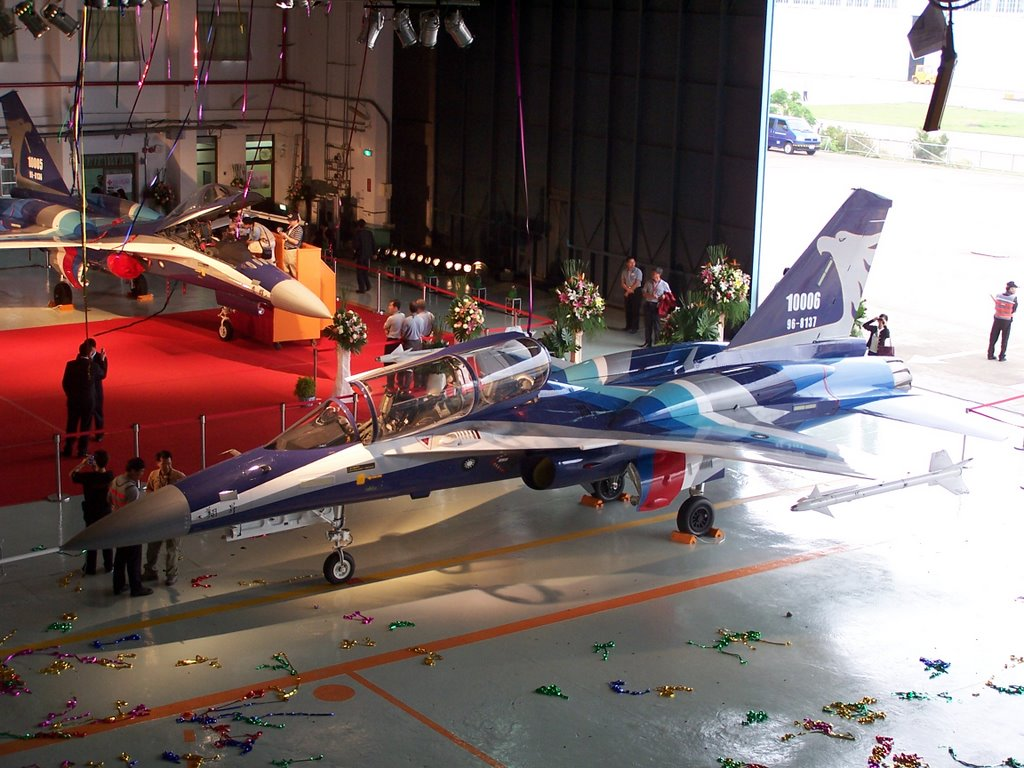
Een tweezits-D (voorgrond) en eenzits-C (achtergrond).

A-reeksVier prototypes genummerd van A-1 tot A-4.
F-CK-1AEenpersoonsgevechtstoestel.
F-CK-1BTweepersoonsaanvalstoestel.
F-CK-1CVerbeterde F-CK-1A.
F-CK-1DVerbeterde F-CK-1B.
IDF LIFTTweepersoonsopleidings- en aanvalstoestel.